# شهادت سنت متی
شهادت سنت متی (به انگلیسی: Martyrdom of Saint Matthew) یک نقاشی معروف از کاراواجو است که لحظه شهادت سنت متیو، حواری عیسی مسیح را به تصویر می‌کشد. این نقاشی در قرن هفدهم در کلیسای سن لوییجی دی فرانسسی در رم قرار دارد.
این نقاشی، به «شهادت سنت متیو» (Saint Matthew) انجیل‌نویس، نویسنده‌ی انجیل متی، می‌پردازد. بر اساس سنت، این قدیس به دستور پادشاه اتیوپی، زمانی که در حال برگزاری مراسم عشای ربانی در محراب بود، کشته شد. پادشاه به خواهرزاده‌ی خودش تمایل داشت، اما سنت متیو او را سرزنش کرده بود، چرا که آن دختر راهبه بود و در نتیجه، عروس مسیح به شمار می‌رفت. «کاردینال کونتارلی» (Contarelli)، که چند دهه قبل‌تر درگذشته بود، به‌وضوح تعیین کرده بود که در این نقاشی چه چیزی باید به تصویر کشیده شود: صحنه‌ی قتل قدیس به‌دست سربازی فرستاده‌شده از سوی آن پادشاه شرور، معماری‌ای مناسب با فضا، و جمعیتی از تماشاگران که احساساتی متناسب با صحنه از خود نشان می‌دهند.
این سفارش (که در واقع از طرف حامی او، کاردینال فرانچسکو ماریا دل مونته بود، نه مستقیماً از طرف کلیسا)، برای کاراواجو دشواری زیادی به همراه داشت، چرا که او تا آن زمان نه روی بوم به این بزرگی نقاشی کرده بود و نه تابلویی با این تعداد شخصیت خلق کرده بود. عکس‌برداری با اشعه ایکس دو تلاش متفاوت برای ترکیب‌بندی صحنه را پیش از نسخه‌ی نهایی که امروز می‌بینیم نشان می‌دهد؛ با روندی کلی به سوی ساده‌سازی، از طریق کاهش تعداد شخصیت‌ها و کاهش—و در نهایت حذف عناصر معماری.
شخصیتی که در پس‌زمینه، تقریباً در مرکز چپ و پشت سر قاتل دیده می‌شود، پرتره‌ای از خودِ کاراواجو است.

### نسخه های اثر
نخستین نسخه‌ای که توسط اشعه ایکس آشکار شده، به سبک «مانیریسم» (Mannerism) و تحت تأثیر هنرمند برجسته‌ی آن زمان رم، «جوزپه چزاری» (Giuseppe Cesari) بوده است؛ با جمعیتی از شخصیت‌های کوچک که در میان معماری‌ای عظیم جای گرفته‌اند. این نسخه احتمالاً ایستا و دور از حس واقعی به نظر می‌رسیده است. نسخه‌ی دوم به رافائل رجوع می‌کند و جمعیتی از تماشاگران را می‌افزاید که ترس و دلسوزی نشان می‌دهند، از جمله زنی که احتمالاً نماد آن راهبه بوده است. این نسخه با خواسته‌ی کاردینال کونتارلی که صحنه‌ای پرجمعیت خواسته بود، و همچنین با اصول مانیریسم که بر نمایش بدن‌ها و ساختمان‌ها با استفاده از پرسپکتیو و طراحی تأکید دارد، هماهنگ بود. اما کاراواجو در این زمان سبک شخصی خود را توسعه داده بود؛ سبکی که در آن بدن‌ها با نور و تاریکی تعریف می‌شدند و پس‌زمینه‌ها حذف می‌شدند.
در این مرحله، کاراواجو کار بر روی شهادت را کنار گذاشت و تمرکزش را روی اثر همراه آن یعنی «دعوت» (The Calling) گذاشت. او در این اثر از آثار ژانری قبلی خود، مانند «تقلب‌بازها» (Cardsharps) و «غیب‌گو» (The Fortune Teller)، اما در مقیاسی وسیع‌تر، الهام گرفت. به نظر می‌رسد که یا دوباره الهام گرفته بود، یا اعتماد به نفس تازه‌ای یافته بود که باعث شد به شهادت بازگردد—اما این بار با زبان هنری خود. نسخه‌ی سوم، معماری را کنار گذاشت، تعداد شخصیت‌ها را کاهش داد و صحنه‌ی واقعه را به بیننده نزدیک‌تر کرد. از این فراتر، تکنیک دراماتیک «کِیارو اسکورُو» (chiaroscuro: تضاد شدید نور و تاریکی) را وارد کرد تا عناصر مهم صحنه را برجسته کند، به همان شیوه‌ای که نورافکن‌ها صحنه‌ی نمایش را روشن می‌کنند—قرن‌ها پیش از آن‌که اصلاً نورافکن اختراع شود. او تصمیم گرفت لحظه‌ای را به تصویر بکشد که در اوج درام است؛ زمانی که قاتل شمشیرش را در بدن قدیسِ افتاده فرو می‌برد. این همان نسخه‌ای است که امروز می‌بینیم: صحنه‌ای متوقف‌شده در لحظه‌ای با بیشترین بار احساسی، با تماشاگرانی که به نقش‌های فرعی تقلیل یافته‌اند به‌واسطه‌ی نوری که فقط عناصر کلیدی را روشن می‌کند، و کل اثر مانند لحظه‌ای به نظر می‌رسد که گویی در نور یک رعد و برق ثبت شده است.

### تحلیل اثر
این نقاشی لحظه‌ای را رقم می‌زند که در آن، اصول مانیریسم اواخر قرن شانزدهم—که منطقی، عقلانی و شاید کمی تصنعی بود—جای خود را به باروک می‌دهد. این اثر غوغایی به پا کرد. «فدریکو زوکاری» (Federico Zuccari)، یکی از برجسته‌ترین نقاشان رم و از حامیان مانیریسم، برای دیدن آن آمد و با تمسخر گفت که «چیزی نیست». اما هنرمندان جوان کاملاً مجذوب آن شدند، و کاراواجو به‌یک‌باره مشهورترین هنرمند رم شد.
برای درک این موضوع که این صحنه‌ی به‌ظاهر آشفته در واقع نمایشی از پیروزی قداست است، نیاز به تمرکز وجود دارد. «سنت متیو» (Saint Matthew) در حال افتادن، گویی از خشم برهنه‌ی جلادش عقب می‌کشد—جلادی که در پرتو شدید نور می‌درخشد و شمشیرش را از سینه‌ی قدیس بیرون می‌کشد. اطراف قدیس، افرادی دیده می‌شوند که احساساتی گوناگون نشان می‌دهند، مطابق خواسته‌ی کاردینال کونتارلی: وحشت، بهت و پریشانی. در همین حال، فرشته‌ای شاخه‌ی نخل شهادت را به‌سوی او دراز کرده است.
ابهام در فهم این تصویر زمانی برطرف می‌شود که بدانیم متیو از ترس ضربه‌ی جلاد عقب نمی‌کشد، بلکه دست دراز می‌کند تا هدیه‌ی فرشته را بگیرد. دست جلاد و دست فرشته، دو مسیر موازی‌اند. فقط متیو است که حضور فرشته را درک می‌کند. با این نگاه، این نقاشی درباره‌ی لحظه‌ای از وحشت عمومی نیست، بلکه درباره‌ی مرگ قدیسی است که همچون دست‌دادن با امر الهی تصویر شده است.
نقاشی‌ها و مجسمه‌های باروک ایتالیایی در آن دوران، اغلب لحظات شهادت را نه به‌عنوان صحنه‌هایی از ترس، بلکه به‌عنوان لحظاتی از شادی یا خلسه به تصویر می‌کشیدند؛ برای مثال، در «سانتا بیبیانا اثر برنینی» (Bernini's Santa Bibiana).
نکته‌ای مهم آن است که کاراواجو، برخلاف پیشینیان مانیریست خود، واقعیتی ساده از معماری کلیساهای اوایل دوران مدرن را به نفع خود به‌کار گرفت: کلیساهای بزرگی چون سنت پیتر، از نور خوبی برخوردار بودند، اما نمازخانه‌های کوچک، مانند نمازخانه‌ی کونتارلی، تاریک و باریک بودند—و همچنان هم هستند. به‌قول زندگینامه‌نویس کاراواجو، «پیتر راب» (Peter Robb):
«هر کسی که از راهرو کلیسای «سن لوئیجی» (San Luigi) پایین می‌آمد—کلیسایی که نمازخانه در آن قرار دارد—پیکره‌های رنگ‌پریده و برهنه‌ی قاتلان را می‌دید که از دل تاریکی بیرون آمده‌اند، در فضایی که گویی از دیوار بیرون زده و به صلیب اصلی کلیسا راه یافته است.»
با این‌حال، نقاشی پر است از ارجاعات به میکل‌آنژ، رافائل و دیگران؛ منتقدی به نام «جان گَش» (John Gash) این ارجاعات را نه به‌دلیل نیاز به یافتن فیگورهای مناسب، بلکه به‌خاطر «تمایل به خلق عظمتی حماسی مشابه با دوره‌ی اوج رنسانس» می‌داند. برای مثال، فیگور قدیس و پسری که در سمت چپ با وحشت به صحنه می‌نگرد، تا حدی به‌طور مستقیم از محراب‌نقاشی تیسین (شهادت سنت پیتر شهید در ونیز) وام گرفته شده‌اند.